# Abû Fâris `Abd al-`Azîz al-Mutawakkil
Pour les articles homonymes, voir al-Mutawakkil.
Abû Fâris `Abd al-`Azîz al-Mutawakkil (arabe : أبو فارس عبد العزيز المتوكل), né en 1361 à Constantine et mort en 1434, est le sultan hafside de Tunis entre 1394 et 1434.

## Biographie

### Naissance et famille
Abou Fâris naît à Constantine (dans l'actuelle Algérie) en 1361. Son père est le sultan Abû al-`Abbâs Ahmad al-Mustansir et sa mère Jawhara est une Arabe issue de la tribu hilalienne des Mhamid, qui lui apportera son soutien.
En 1394, son père meurt et Abou Fâris devient le nouveau sultan de la dynastie hafside. Il est surnommé Al-Moutawakkil Ala-Allah.

### Politique intérieure
Le début de son règne n'est pas facile, puisque ses trois frères ne sont pas satisfaits par les postes que le nouveau sultan leur a accordés. Par conséquent, ils se retournent contre lui et, pour éviter le déclenchement d'une guerre de succession, Abou Fâris décide de les envoyer vers des villes où se trouvent des gouverneurs fidèles.
Après avoir assuré son pouvoir, il poursuit l'opération de réunification du territoire de l'actuelle Tunisie.

#### Réunification
La campagne de réunification commence dès la mort d'Abû al-`Abbâs, lorsque les villes du Sud se révoltent. Cependant, le nouveau sultan reprend rapidement leur contrôle : il réoccupe Tozeur en avril 1400, Gafsa le 27 avril 1400 puis marche vers Tripoli, où il emprisonne le wali (gouverneur) de la ville, Ammar Ibn Thabéta, le 31 mai 1401. Finalement, il prend Biskra le 12 janvier 1402. Avec la chute de Biskra, la phase de réunification est terminée mais ceci ne marque pas la fin de ses conquêtes.

#### Politique religieuse
Outre son courage et son caractère guerrier, Abou Fâris est aussi connu pour sa piété, preuve en est son combat contre les chrétiens qui occupent la ville de Mahdia. D'ailleurs celui-ci offrer l'aide au habitants de L'Andalousie qui subissait des discrimination de la part des chrétiens,  en leur donnant de la nourriture,  de l'argent et des armes. Par ailleurs, il donne une grande importance au clergé, en particulier les oulémas, les savants et les chérifs, qu'il nomme aux plus hauts postes de son gouvernement. Celui-ci envoyer notamment de l'argent et des habits au cheikhs arabes qui composé son sultanat.
Chaque année Abû Fâris `Abd al-`Azîz al-Mutawakkil  envoyer une troupe de pèlerins à la Mecque à ses frais. Il distribuer notamment au habitants de Médine de quoi mettre à l'aise tous les habitants.
Une autre preuve de sa piété est sa célébration exagérée du Mouled et ses tentatives répétées mais sans succès pour convertir les habitants de Djerba à l'islam sunnite alors que la majorité d'entre eux se rattachent au courant kharidjite.

#### Situation économique
L'économie de l'Ifriqiya prospère pendant son règne grâce à sa politique encourageant la piraterie maritime au nom du djihad. Par ailleurs, il abolit plusieurs impôts sur le commerce et l'industrie.

### Politique extérieure

#### Conquêtes
Après réalisé la réunification, le sultan hafside commence une vague de conquêtes dans les régions proches. En 1411, il s'empare d'Alger pour sécuriser ses frontières occidentales.
En 1424, le royaume des Zianides basé à Tlemcen est en état de faiblesse en raison de conflits internes. Cette situation est exploitée par Abou Fâris qui mène au printemps 1424 une campagne militaire contre la ville : il en sort victorieux et le royaume indépendant devient un vassal des Hafsides. Toutefois, la situation à Tlemcen ne se stabilise pas, puisque l'émir Mohamed déclare la révolte contre le sultan hafside, ce qui force ce dernier à diriger une opération militaire qui se termine par l'emprisonnement de l'émir Mohamed en 1431.

#### Relations avec les républiques italiennes

##### Relations avec Gênes
Le 5 novembre 1425, la république de Gênes déclare un embargo contre le royaume hafside en raison de la piraterie des Ifriqyiens, mais cet embargo ne dure pas longtemps puisque, après l'intervention du duc de Milan Filippo Maria Visconti qui envoie des émissaires à Tunis, un accord est conclu entre Abou Fâris et les dirigeants de Gênes. Il est cependant rapidement violé et les actes hostiles reprennent.
Finalement, et sous le pression des attaques hafsides, un traité de paix définitif est signé entre les deux États le 9 octobre 1433.

##### Relations avec la Sicile
Au tout début de son règne, le Sultan Hafside mène une conquête contre la ville de Tarquba en Sicile et s'en empare.
Il en détruisit les remparts et en emmené un important butin.